# Markus Altenfels

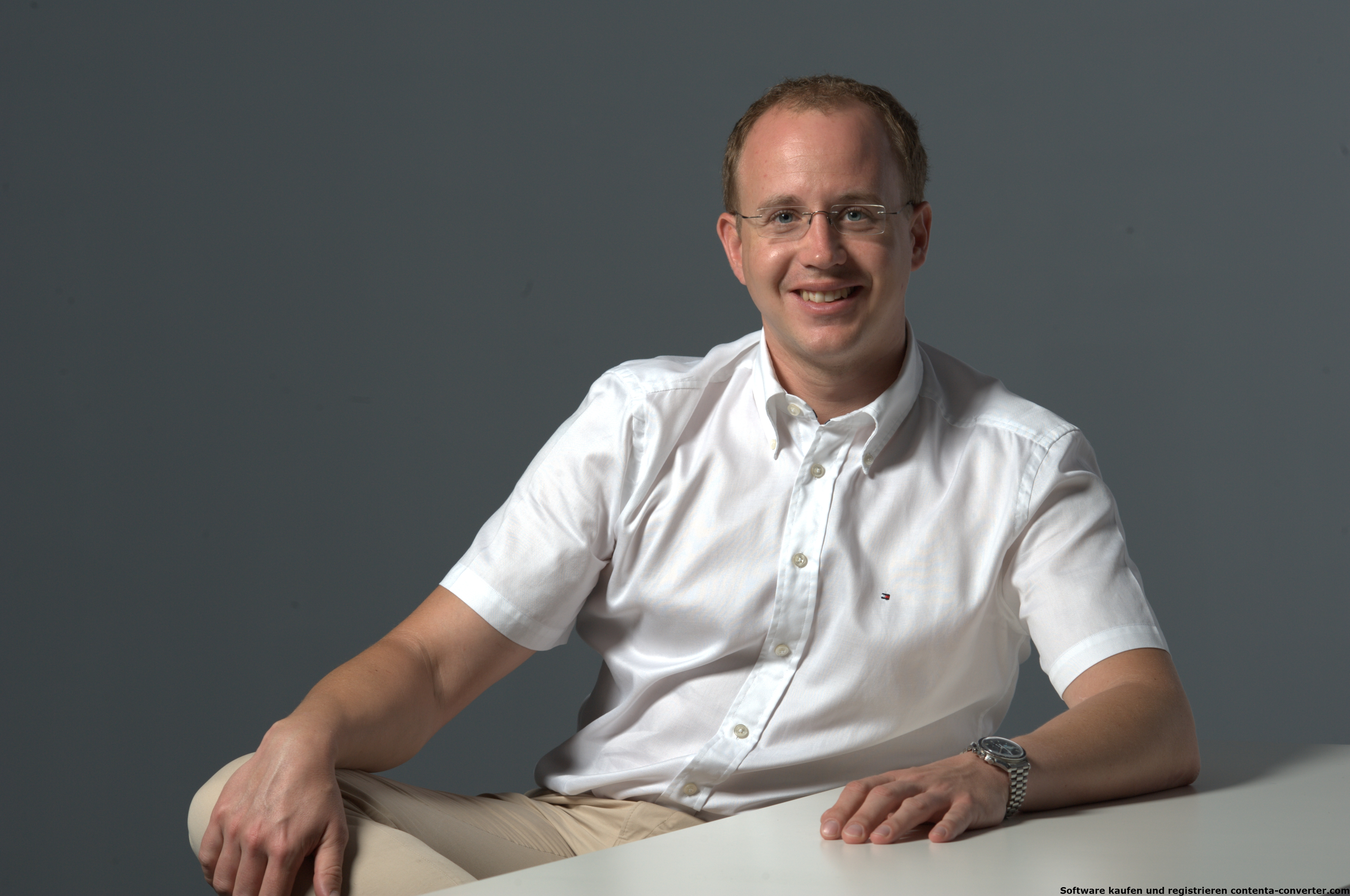
Markus Altenfels

Markus Jabornegg Altenfels (* 8. Oktober 1974 in Linz) ist ein österreichischer Autor von Kinder- und Jugendbüchern.

## Leben
Seine Lieblingslektüre als Kind waren die Abenteuerserien von Enid Blyton. Daraus entstand der Wunsch, Autor zu werden, und er versuchte sich im Kindesalter im Schreiben eigener Geschichten. Seine ersten beiden Werke waren mit neun Jahren ein Theaterstück und mit dreizehn Jahren das erste Kinderbuch. Bis zum zwanzigsten Lebensjahr folgten weitere Kinderbücher, zwei Theaterstücke und einige Bilderbücher. Insgesamt sind 26 Werke von ihm erschienen, einige davon gemeinsam mit Kinderbuchautor und Spieleerfinder Hans-Jürgen Böhm.
Er ist Mitglied von Mensa Österreich und betreibt eine Buchhandlung namens Lesewelten.